# 角川文庫
角川文庫（かどかわぶんこ）は、株式会社KADOKAWAが発行している文庫レーベル（角川書店ブランド）。

## 変遷
1949年の創刊当時はB6判で刊行され、1950年より現在のA6判となった。
創立者である角川源義が社長の時代は岩波文庫、新潮文庫に伍する文庫として「文芸路線」を掲げ、夏目漱石、森鷗外、芥川龍之介など近代日本文学のほか『源氏物語』『平家物語』など古典を収め、外国文学でも多くの古典作品を揃えていた。
しかし源義の長男・角川春樹の社長就任以後は「大衆路線」へと大きく路線を変更した（#角川商法および角川書店参照）。当時の日本の推理作家、SF作家たちの作品を大量に刊行した。これは他社にも波及して、それまではハヤカワ、春陽堂など一部を除けば古典と厳選現代作品が中心だった文庫全体のイメージを一新した。
その後春樹が麻薬事件で逮捕され、弟の角川歴彦が後継社長に就任した頃から、大衆路線を維持しながらも、かつて出版していた古典作品の復刊が行われ、若干の古典回帰が図られて現在に至っている。
整理番号の変更が特に顕著で、著者50音順に変更後も行われている。ただし、ISBNコードは、1960年代初頭に設定した6桁の番号を基盤にしているので、古い時期に刊行されたものの復刊も容易となっている（実際、1980年代末から、何回か過去の作品を復刊している）。しかし発行点数は1万を超えているだけあって、その分絶版や長期品切れも多い。特に、日本の古典作品には、角川文庫しか文庫版が存在しないものも少なくないため、古書店で高価で取引されるものも多い。1999年4月から2008年2月までの新刊および重版には、背表紙の整理番号の上にマイクロQRコードがあった。

## 角川商法
角川文庫は、角川書店が1970年代後半から展開しているいわゆる角川商法の重要な一角をなしている。父・角川源義の死去により角川書店社長となった角川春樹は、「ロングセラー古典の廉価版」というイメージが強かった文庫をエンターテインメント中心に路線変更した。更に自社が発行する小説を原作に映画を製作。大規模な宣伝で映画と書籍の相乗効果を狙うメディアミックスが行われた。この手法の嚆矢とされているのは、森村誠一『人間の証明』、横溝正史『犬神家の一族』などであり、例えば前者は1976年に角川書店から出版した原作を翌77年には文庫化、同時に映画化して大々的な宣伝を行い、大ヒットを記録した。宣伝文句は「読んでから見るか。見てから読むか。」というもので、著作と映画を同時に宣伝した。この方法は現在も踏襲されており、海外の映画のノベライズが代表的（ただし、映画化などに合わせて「大衆路線」とは一概に言えない傾向の文学作品が刊行されることもある。詳細は角川映画を参照）。こうした手法による文庫の性格の変化は他社にも大きな影響を与え、娯楽、ミステリ、描き下ろしや漫画などが収録されることも珍しくなくなっていった。

## 分類
1989年3月までの分類。現在は著者50音順。
- 緑帯 - 現代日本文学
- 青帯 - 現代日本文学（少年少女向け）、現在の角川スニーカー文庫、角川ルビー文庫および角川ビーンズ文庫
- 赤帯 - 外国文学　
  - 501～ - 外国推理傑作選
  - 701～ - SF・ファンタジー
  - 801～ - SFジュブナイル
- 黄帯[注 1] - 古典日本文学、現在の角川ソフィア文庫
- 白帯[注 2] - 思想・科学・芸術・その他、現在の角川ソフィア文庫

## キャラクター
角川文庫のキャラクターについて解説する。
チョックラ・ド・フローネ
ディスくん
本の形になっている口を大きく開けているカバ。
ハッケンくん
赤い鼻がトレードマーク。新しい発見を見つけると、鼻が「！」に変わる。
カドイカさん
角川文庫の「角」が原型のイカ。

## 派生レーベル
KADOKAWAの文庫レーベルも参照。☆印は休刊。
- 角川文庫Fシリーズ☆ - 赤帯（SP701〜）。
- 角川ホラー文庫
- 角川ソフィア文庫 - 角川日本古典文庫（黄帯）と角川文庫ソフィア（白帯）を統合、かつては角川学芸出版が版元。
- 角川びっくり文庫☆ - サブカルチャー。黄帯（SP201〜）。
- ザテレビジョン文庫☆ - 芸能・生活情報。びっくり文庫の実質的な後継レーベル。
- 角川スニーカー文庫 - ライトノベル。
  - 角川スニーカー・G文庫☆ - テーブルトークRPG関連のリプレイ・サプリメント等。
- 角川ルビー文庫 - ボーイズラブ作品。
  - 角川ティーンズルビー文庫☆ - ルビー文庫よりも低年齢層を対象とする少女小説。
- 角川ビーンズ文庫 - ティーンズルビー文庫の後継レーベル。
- 角川つばさ文庫 - 児童書。新書判。
- 角川文庫クラシックス☆ - 角川文庫の中から近代文学作品および、それらをモチーフとした関連作品を選別して構成されたレーベル。後に角川文庫に再統合された。
- 角川文庫リバイバルコレクション☆ - 絶版作品の復刻。赤帯で刊行されていた作品が中心。
- 角川文庫マイディアストーリー☆ - 過去に角川文庫から出ていた海外名作家庭小説の復刊。
- 復刊文庫☆ - フランツ・カフカ、ジャン・コクトーなどの角川文庫海外名作を改版復刊。装丁は池田満寿夫。
- 角川スカーレット文庫☆ - 海外女性向けロマンス小説
- 角川文庫ハードロマン☆ - 日本人作家の官能小説[7]
- 角川mini文庫☆ - 12センチサイズで、1冊200円の低価格で売り出された。